# جواز سفر جامايكي
الجواز الجامايكي هو وثيقة تصدر للمواطنين الجامايكيين للسفر به إلى خارج البلاد.
اعتبارًا من مارس 2019، كان المواطنون الجامايكيون يتمتعون بإمكانية الدخول إلى 93 دولة وإقليم بدون تأشيرة أو تأشيرة عند الوصول، مما جعل جواز سفر جامايكا يحتل المرتبة 59 من حيث حرية السفر وفقًا لمؤشر هينلي لجوازات السفر.